# Miriam Villaseñor Muñoz
Miriam Paola Villaseñor Muñoz (Guadalajara,1982) es una arquitecta, gestora, y curadora mexicana. Dirigió el Organismo Público Descentralizado de Museos, Exposiciones y Galerías de Jalisco de 2020 a 2024. Ha dirigido galerías de arte y coordinado colecciones privadas arte contemporáneo, así como  museografías, curadurías, festivales de arte, y subastas en México y Estados Unidos.

## Trayectoria
Es Arquitecta por el Instituto Tecnológico y de Estudios Superiores de Occidente. Colaboró en el Área de Estudios y Proyectos del Centro Cultural Universitario de la Universidad de Guadalajara. Posteriormente trabajó en UNITERRA, Inmobiliaria de la Universidad de Guadalajara, desarrollando proyectos estratégicos para el estado de Jalisco.
De 2009 a 2013 codirigió junto con Viridiana Mayagoitia, el Laboratorio de Arte Jorge Martínez. Fue la primera coordinadora del Centro para Cultura Arquitectónica y Urbana.
Su relación con la arquitectura y su gusto por el arte la han llevado a colaborar en proyectos como Arte Careyes, un espacio de reunión para descubrir el talento de artistas mexicanos e internacionales del ámbito de las artes, del cine y de la música. De 2014 a 2020, coordinó la Colección Charpenel y fue socia fundadora de Anónimo e Indocumentados, proyectos enfocados a la incubación de plataformas culturales utilizando formatos no convencionales y modelos de negocio alternativos.
En 2016 curó la exposición derivada del programa de residencias artísticas Maraika en donde artistas son invitados a trabajar un mes a pie de playa en  Las Ánimas, Puerto Vallarta.  En 2019 fundó OFICIOS, proyecto que buscaba promover exposiciones temporales temáticas y temporales.
De 2020 a 2024 fue directora del Organismo Público Descentralizado de Museos, Exposiciones y Galerías de Jalisco, dependencia que tiene la responsabilidad de coordinar el trabajo en 13 museos y galerías: Centro Interpretativo Guachimontones "Phil Weigand", Museo y Centro Regional de las Artes de Autlán, Centro Cultural J. J. González Gallo, Galería Juan Soriano, Centro Cultural Regional "La Moreña", Casa Taller Literario Juan José Arreola, Museo de las Arte Populares de Jalisco, Ex Convento del Carmen, Museo de Palacio de Gobierno, Museo Regional de la Cerámica, Museo Interpretativo del Paisaje Agavero y la Minería (MIPAM), Jalisco Paseo Interactivo (JAPI), y Tequila Lab; estos dos últimos inaugurados durante su gestión. JAPI se encuentra en el sitio que antes albergaba el museo infantil Trompo Mágico; espacio que ahora incluye el Teatro Werika.
Desde 2025 está al frente de Tequila Lab, un centro cultural y de negocios especializado en el tequila, que recibió un récord Guinness por albergar la mayor cantidad de botellas de tequila en el mundo ese mismo año. Está a cargo de la programación de la Sala Roxy, sitio donde  se realizó el festival de música Roxy Fest de 2017 a 2019. La exposición inaugural fue durante el ART WKND GDL 2025 y protagonizó la obra de Rocca Luis César.
En la edición 40 del Festival Internacional de Cine de Guadalajara y dentro de las actividades del Premio Maguey, fue inaugurada la exposición Honestamente, Denisse Guerrero de la cantante Denisse Guerrero, del grupo Belanova. En ella se mostraban bocetos, fotografías, y piezas de vestuario. Miriam Villaseñor estuvo a cargo de la museografía junto con Hugo Lugo.